# 謝鐘英
謝鐘英（1855年—1901年），光緒十四年(1888年)舉人，曾受邵友濂之聘到台灣整治鹽務。

## 生平
謝鐘英，生於常州，幼時遭遇過太平天國事件，於光緒十四年中舉人，同年被江蘇布政使黃彭年邀請論學。次年，受湖廣總督張之洞，延其為幕僚。光緒十七年受台灣巡撫邵友濂之聘前往台灣，整治台南鹽務。後被分配至湖南，協助清丈洞庭湖沙田。戊戌政變後，回鄉教授講課。